# Себатик
Себатик (индон. Pulau Sebatik, малайск. Pulau Sebatik)  — остров у побережья Калимантана, разделённый между двумя государствами — Малайзией и Индонезией.
Площадь острова составляет 452,2 км². Линия разделения (она же государственная граница) проходит по середине острова. Население малайской части острова (штат Сабах) составляет порядка 25 000 человек (153 км²), индонезийской части (провинция Северный Калимантан) — 80 000 человек (299 км²).
Минимальное расстояние между островом и побережьем Калимантана — около 1 километра.

## Примечания

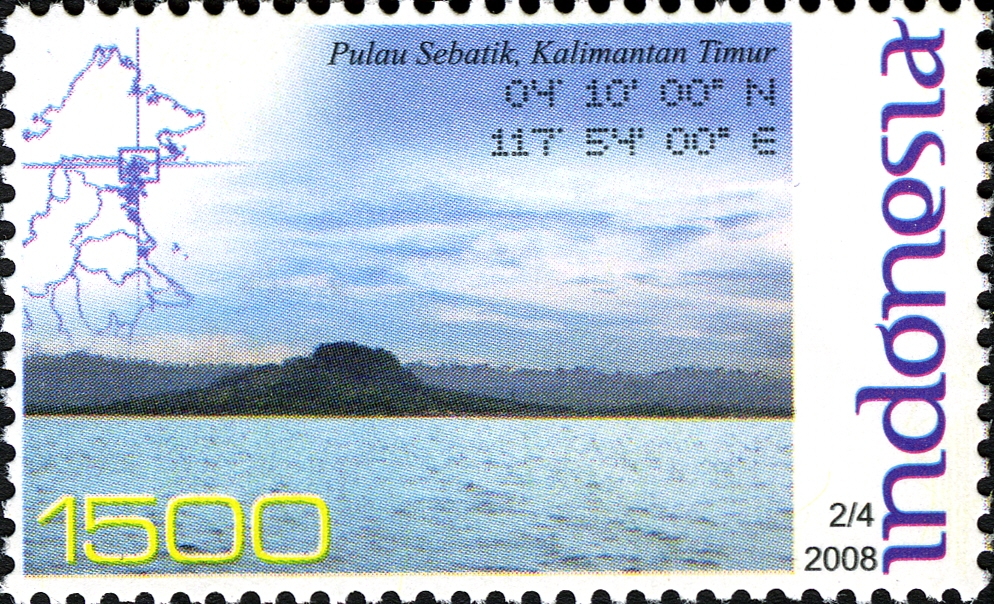
Индонезийская марка 2008 года с изображением острова Себатик